# Vitbukig spillkråka
Vitbukig spillkråka (Dryocopus javensis) är en vida spridd asiatisk fågel i familjen hackspettar inom ordningen hackspettartade fåglar.

## Kännetecken

### Utseende
Vitbukig spillkråka är en stor (48 cm) och svart hackspett med vit buk. Hanen har röd hjässa och mustaschstreck, honan är röd enbart på bakre delen av hjässan. I flykten syns vit övergump, vita undre vingtäckare och en liten vit fläck vid handpennornas bas.

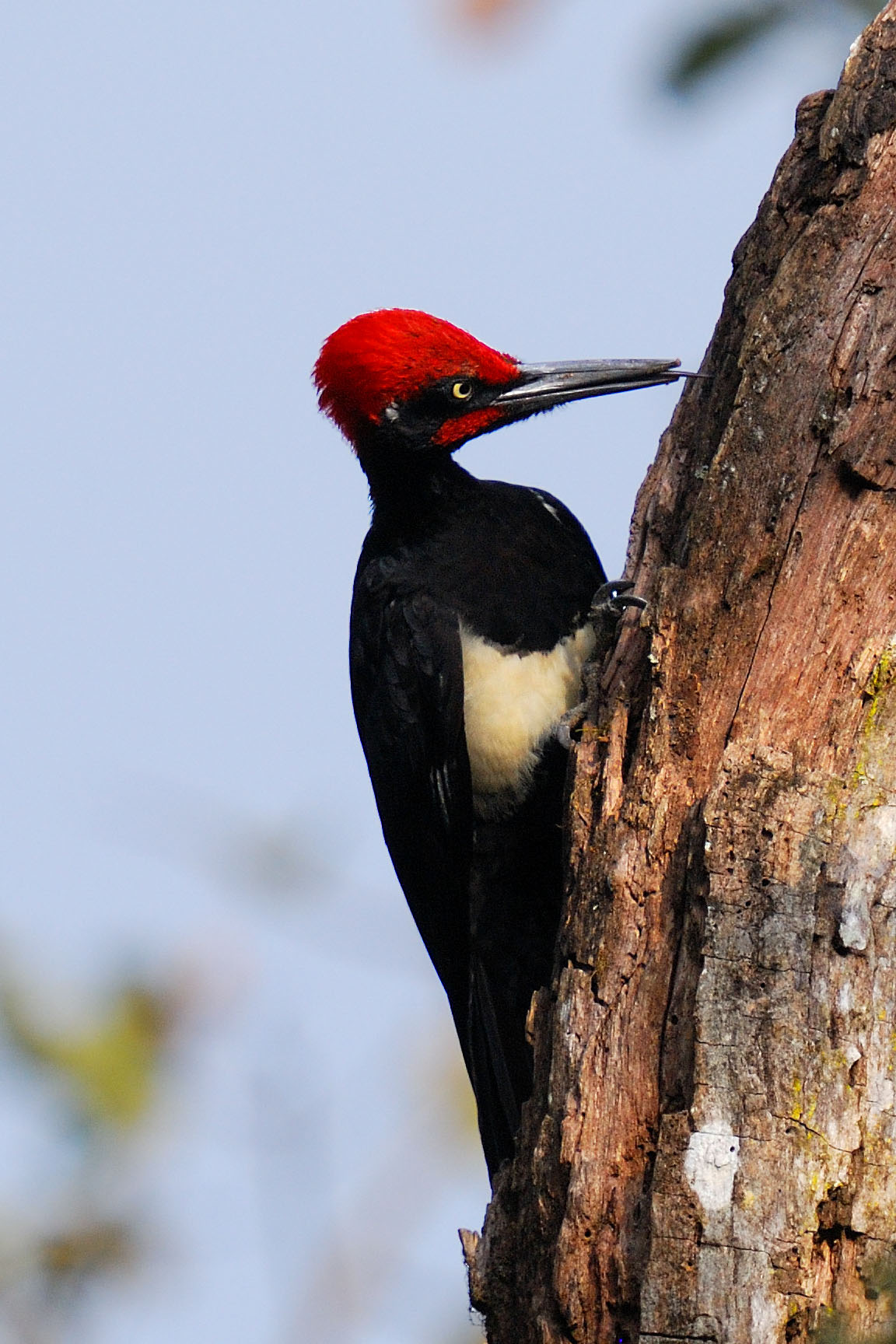
Hane av underarten hodgsonii.

### Läten
Vitbukig spillkråka är en ljudlig fågel som yttrar en rad olika läten: metalliska "kyank", nasala "eeeee-es", explosiva "keeee-ah", stammande "tut-t-tut-t-tut" samt skrattande serier med "kyah" och skallrande "kyek-ek-ek-ek", det senare vanligen i flykten. Båda könen trummar också, kraftfullt och vittljudande i upp till två sekunder, vanligen accelererande och sedan avtonande.

## Utbredning och systematik
Vitbukig spillkråka förekommer från Indien till Korea, Filippinerna och Stora Sundaöarna. Den delas in i hela 14 underarter med följande utbredning:
- Dryocopus javensis hodgsonii – Indiska subkontinenten
- Dryocopus javensis richardsi – Korea, utdöd på Tsushima (Japan)
- Dryocopus javensis forresti – bergsskogar i norra Myanmar och angränsande sydvästra Kina
- Dryocopus javensis feddeni – Thailand, Myanmar och Indokina
- Dryocopus javensis javensis – från södra Thailand och Malackahalvön till Stora Sundaöarna och öar utanför kusterna
- Dryocopus javensis parvus – Simeulue (utanför nordvästra Sumatra)
- Dryocopus javensis hargitti – Palawan (sydvästra Filippinerna)
- Dryocopus javensis esthloterus – norra Luzon (norra Filippinerna)
- Dryocopus javensis confusus – centrala och södra Luzon (norra Filippinerna)
- Dryocopus javensis pectoralis – Filippinerna (Leyte, Samar, Panaon, Calicoan och Bohol)
- Dryocopus javensis multilunatus – södra Filippinerna (Basilan, Dinagat och Mindanao)
- Dryocopus javensis suluensis – Suluöarna
- Dryocopus javensis philippinensis – Filippinerna (Panay, Negros, Masbate och Guimaras)
- Dryocopus javensis cebuensis– tidigare på Cebu (centrala Filippinerna), utdöd
- Dryocopus javensis mindorensis – Mindoro (Filippinerna)

Underarten hodgsonii har föreslagits möjligen utgöra en egen art, medan en sentida studie påvisat att underarten confusus är genetiskt distinkt och har även föreslagits utgöra en egen art, liksom flera andra öformer. Andamanspillkråkan (D. hodgei) behandlades tidigare som en underart till vitbukig spillkråka.

## Levnadssätt
Vitbukig spillkråka förekommer i olika skogsmiljöer, huvudsakligen i gammal och fuktig lövskog. I vissa områden påträffas den också i blandskog, bambustånd, plantage, ungskog, mangroveskog och till och med trädgårdar. Födan består av stora myror, termiter, skalbaggar och deras larver, men även andra insekter. Fågeln häckar mellan januari och mars i Indien, februari-maj i Myanmar, från slutet av mars till början av maj i Korea och december-mars på Malackahalvön. Arten är stannfågel.

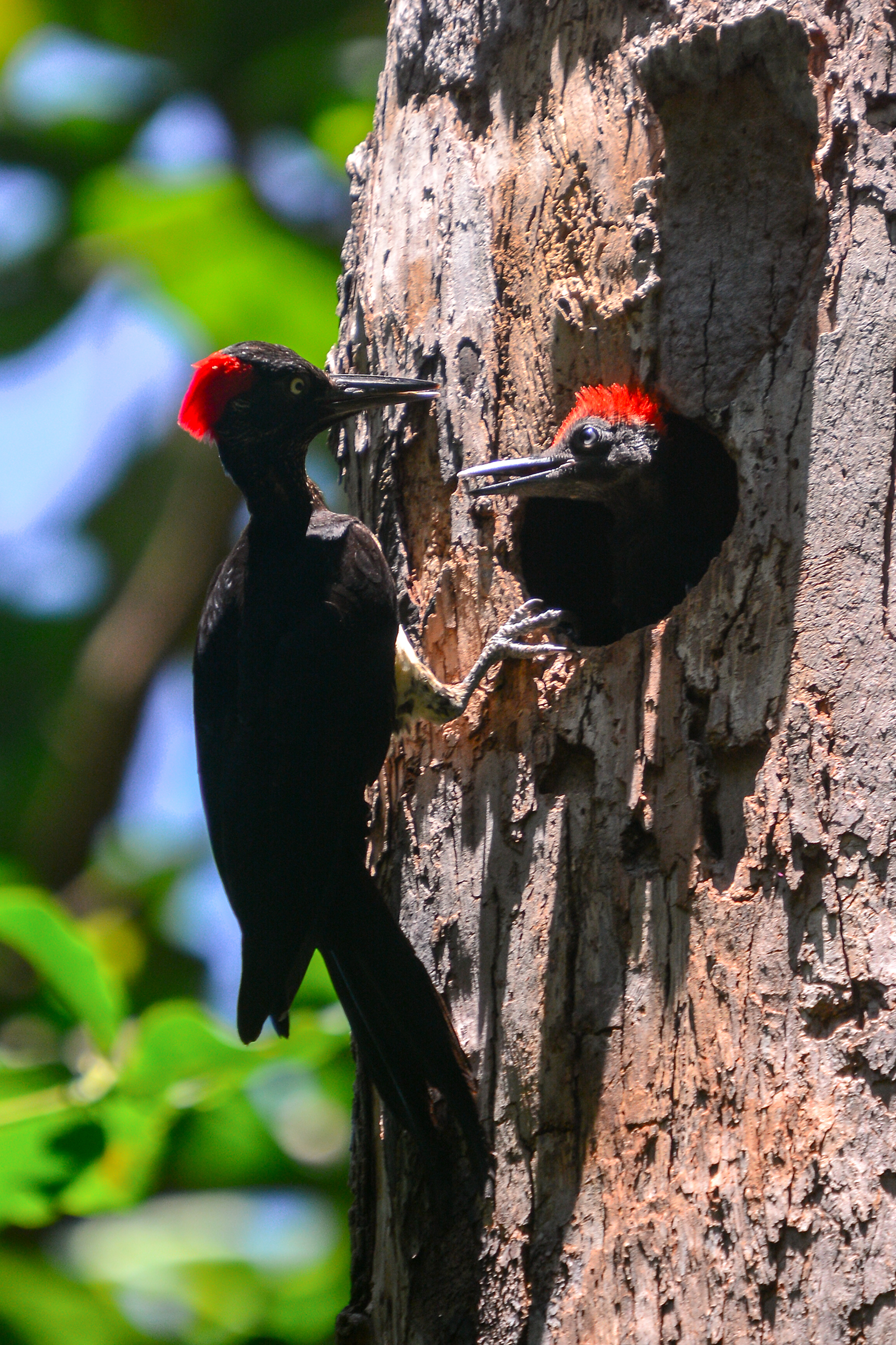

## Status och hot
Arten har ett stort utbredningsområde och en stor population, men tros minska i antal på grund av habitatförstörelse, dock inte tillräckligt kraftigt för att den ska betraktas som hotad. Internationella naturvårdsunionen IUCN kategoriserar därför arten som livskraftig (LC). Världspopulationen har inte uppskattats men den beskrivs som lokalt förekommande och ovanlig genom hela utbredningsområdet.